# Ripkî, Ucraina
Ripkî (în ucraineană Ріпки) este așezarea de tip urban de reședință a raionului Ripkî din regiunea Cernihiv, Ucraina. În afara localității principale, mai cuprinde și satul Hlînenka.
În secolul al XIX-lea, satul făcea parte din volostul Ripkî, uezdul Horodnea.

## Demografie
Componența lingvistică a așezării de tip urban Ripkî
     Ucraineană (94,92%)
     Rusă (4,66%)
     Alte limbi (0,34%)
Conform recensământului din 2001, majoritatea populației așezării de tip urban Ripkî era vorbitoare de ucraineană (94,92%), existând în minoritate și vorbitori de rusă (4,66%).